# Soderstraße 114 (Darmstadt)
Das Wohnhaus in der Soderstraße 114 ist ein Bauwerk in Darmstadt.

## Geschichte und Beschreibung
Das Wohnhaus wurde um das Jahr 1900 erbaut.
Stilistisch gehört es zur späthistoristischen Epoche.
Das viergeschossige Mietshaus besitzt eine aufwändige Verzierung der Fassade mit Werkstein.

## Denkmalschutz
Das gut erhaltene Wohnhaus gehört zu den wenigen erhaltenen historischen Bauten des im Zweiten Weltkrieg fast völlig zerstörten Woogsviertels.
Aus architektonischen, baukünstlerischen und stadtgeschichtlichen Gründen steht das Wohnhaus unter Denkmalschutz.